# تکبیر

تکبیر.

تکبیر به معنای یاد کردن (خداوند) به بزرگی است و اغلب به صورت ٱللَّٰهُ أَكْبَرُ بیان می‌شود و شعاری اسلامی است.
تکبیر بخشی از اذان بوده و مسلمانان در بسیاری مواقع به عنوان شعار از آن استفاده می‌کنند. علاوه بر اذان تکبیر بخشی از سایر ادعیه اسلامی نیز است.

## معنی
الله اکبر از دو واژه الله به معنی خدا و اکبر که یک صفت برتر به معنای بزرگتر است، شناخته شده‌است.
در ترجمه الله اکبر به فارسی باید دقت کرد که الله مبتدا و اکبر خبر مربوط به آن است و لذا ترجمه فارسی آن به صورت خدا بزرگتر است (از آن که وصف شود) می‌باشد.
امام محمد غزالی در کتاب کیمیای سعادت در تفسیر این واژه می‌گوید: «معنی الله اکبر آن است که گویی که خدای بزرگتر است و حقیقت این آن باشد که بزرگتر از آن است که خلق وی را به قیاس خویش بتوانند شناخت، نه معنی آن است که وی از آن بزرگتر باشد. الله اکبر یعنی که خداوند بزرگتر از آن است که به قیاس عقل، آدمی وی را بتواند شناخت.»

## کاربرد
«الله اکبر» به عنوان شعار در تظاهرات بین مسلمانان کاربرد دارد. برای مثال می‌توان به تکبیرهای مردم آزادیخواه ایران در قبل از انقلاب۵۷ اشاره کرد.
همچنین در موقع تعجب کردن نیز توصیه شده‌است که مسلمانان این عبارت را به کار برند.
این ذکر برای یاد کردن عظمت خدا در هنگام نماز و غیر آن و نیز گاهی در هنگام شادی مسلمانان کاربرد دارد.

### جنگ
در ما مسلح به الله اکبریم یک مارش نظامی است.

## تکبیر بر روی پرچم‌ها
در پرچم‌های کشورها و مناطق مختلف مسلمان‌نشین نیز این عبارت بکار رفته از جمله پرچم‌های زیر.
الله اکبر یا تکبیر به معنای بزرگ خواندن خداوند و توکل به اوست. هنگامی که مسلمانی تکبیر می‌گوید این حس به او داده می‌شود که چون کسی از خدا بزرگتر نیست (به اندازه خداوند قدرتمند نیست) اگر در حال انجام دادن کار نیکی باشد خداوند به او کمک خواهد کرد

پرچم پیشین افغانستان
پرچم کنونی عراق با خط کوفی
پرچم کنونی ایران، معرفی شده در سال ۱۹۸۰
پرچم وزیرستان در دوره دهه ۱۹۳۰